# Ménagerie

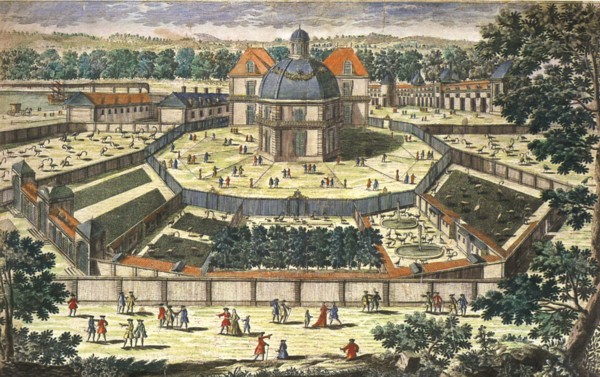
Parte trasera de la Ménagerie de Versalles durante el reinado de Luis XIV (1643-1715).

Ménagerie es un término del idioma francés, que en español podría traducirse como «casa de fieras», «exhibición de fieras» o «albergue de fieras», y que designa a un establecimiento histórico destinado a albergar y a presentar animales salvajes en cautividad, bajo tutela humana; por lo general, los animales allí exhibidos en su mayoría eran exóticos para el lugar en que se encontraban. Estos establecimientos históricos fueron un predecesor de los parques zoológicos modernos.
A principios del siglo XVII en Francia, este término comenzó a usarse para referirse a la gestión de una granja o al manejo de animales domésticos, y más tarde, pasó principalmente a designar a una colección de animales que pertenecían o dependían de un rey o de un aristócrata, por ejemplo, la Ménagerie real de Versalles.
La Encyclopédie méthodique de 1782, en lengua francesa, define una ménagerie como un "establecimiento de lujo y curiosidad". Algo después, este término pasó a referirse a colecciones de animales itinerantes, que iban a través de Europa y América mostrando fieras y/o animales curiosos.

## Ménageries sedentarias

### Ménageries ligadas a cortes aristocráticas
Con frecuencia, una ménagerie estaba ligada y dependía de una corte real o aristocrática, y por tanto estaba situada en el jardín o en el parque de un palacio. Las ménageries aristocráticas se distinguen de los jardines zoológicos surgidos posteriormente, por ser establecimientos iniciados por aristócratas y de su exclusiva propiedad, y cuya orientación principal no incluía obviamente algún interés científico y/o educativo. Estos aristócratas poseedores de una ménagerie, con ello querían principalmente poner en evidencia sus respectivas riquezas y poderío, ya que en ese tiempo, poder exhibir animales exóticos, vivos y activos, era una rareza, a lo que se sumaba que eran difíciles de conseguir, y de muy cara manutención.

#### Medioevo y Renacimiento

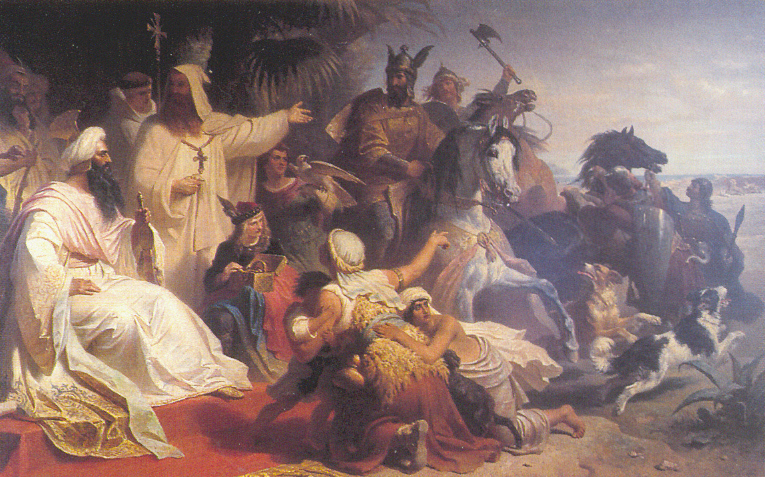
Harun al-Rashid recibiendo a una delegación de Carlomagno.

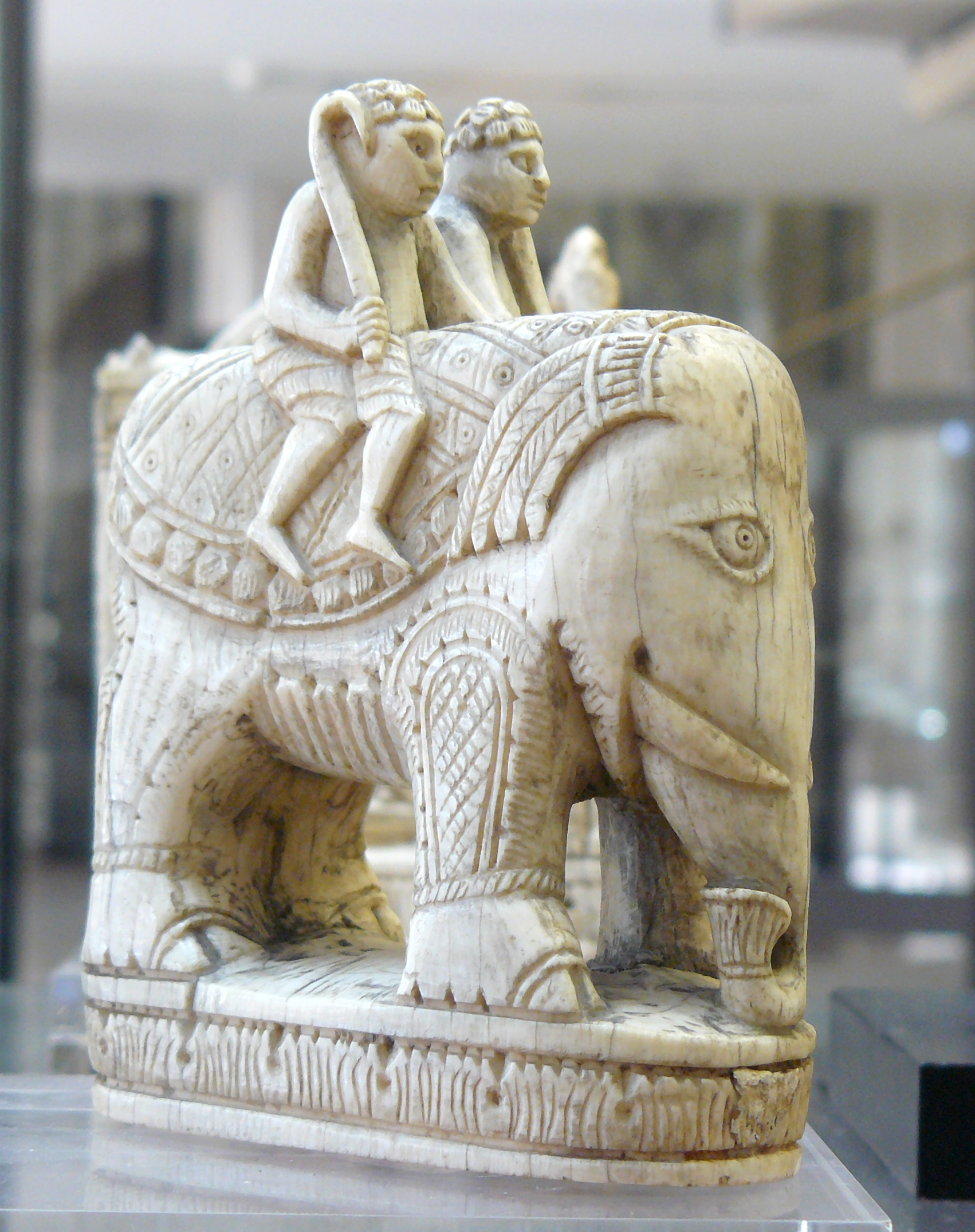
Escultura italiana del, representando el elefante de Carlomagno.

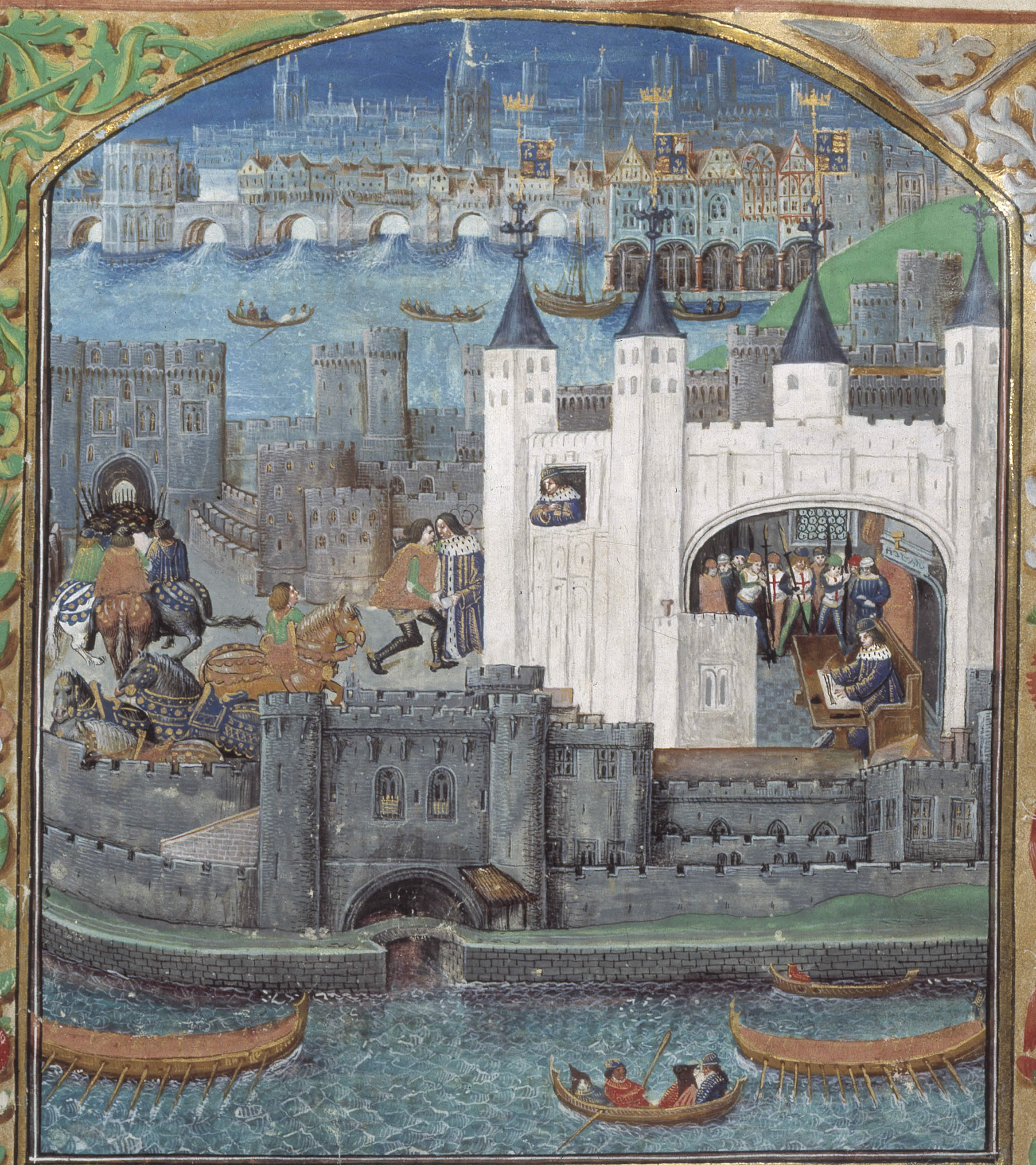
La Torre de Londres albergó la colección real de menagerie en Inglaterra durante varios siglos (Imagen del, Biblioteca Británica).

En la Edad Media, algunos soberanos en Europa ya disponían de una o varias ménageries en el entorno de sus respectivas cortes reales.
Uno de los ejemplos más antiguos y notables fue el del emperador Carlomagno en el siglo VIII, con sus tres ménageries en Aquisgrán (en francés: Aix-la-Chapelle), en Nimega (en neerlandés: Nijmegen), y en Ingelheim (en alemán: Ingelheim am Rhein), localizadas en lugares hoy día de Alemania y Países Bajos; allí, en esos lugares, se daba albergue a elefantes (los primeros visibles en Europa luego de la caída del Imperio romano), así como también monos, leones, osos, camellos, halcones, y una diversidad de aves exóticas.
Carlomagno recibió y aceptó animales exóticos para su colección, como donación de importantes soberanos de África y de Asia.
En el año 797 por ejemplo, el califa de Bagdad Harún al-Rashid (763-809), dio como presente a Carlomagno, un ejemplar del elefante asiático llamado Abul-Abbas (en árabe: el padre del león). El paquidermo llegó el 1 de julio de 802 a la residencia del emperador en Aix-la-Chapelle, en donde sobrevivió hasta junio del año 810.
En lo que respecta a Guillermo I de Inglaterra (ca. 1027-1087), éste poseía una pequeña ménagerie real después de la conquista normanda de Inglaterra en el 1066, y en su casa solariega, en Oxfordshire, dio comienzo a una colección de animales exóticos. En 1129, su hijo Enrique I de Inglaterra (1068-1135) delimitó el dominio con muros de piedra, y agrandó la colección de animales, incorporando leones, leopardos, linces, camellos, lechuzas, y hasta un puercoespín.
Hacia el año 1108, Enrique I de Inglaterra pasó a controlar el Ducado de Normandía, y ofreció a Caen realizar una reunión de animales curiosos: un leopardo, un león, un lince, un camello, y un avestruz.
La colección de animales más importante en la Inglaterra medioeval, fue la ménagerie de la Torre de Londres, cuya existencia se remonta al año 1204, y que de hecho se convirtió en el zoológico real de Inglaterra durante seis siglos, habiendo sido fundada por el rey Juan I de Inglaterra (también conocido como Juan sin Tierra), y quien reinó en Inglaterra en el período 1199-1216. Se sabe que esta ménagerie, en sus primeros años de existencia, llegó a albergar leones y osos.
Enrique III de Inglaterra (1207-1272) recibió en 1235, tres leopardos como regalo de matrimonio, de parte de Federico II Hohenstaufen (1194-1250), emperador del Sacro Imperio Romano Germánico.
Pero las más connotadas incorporaciones de animales a esta ménagerie en aquellos años, fueron sin duda un oso blanco y un elefante. En efecto, Enrique III obtuvo el oso blanco en 1251, de parte del rey de Noruega, animal al que se mantuvo permanentemente atado con una correa, para que así pudiera atrapar su propio alimento en el Támesis. Y por otra parte, en 1254 recibió el elefante de parte de San Luis (1214-1270) un elefante reportado de las cruzadas en Tierra Santa.
En 1264, los animales fueron trasladados al Muro, que pasó a llamarse la "Torre de los Leones", cerca de la entrada principal oeste de la Torre de Londres. Este edificio consistía en hileras de jaulas, con entradas abovedadas, cerradas por rejas. Consistieron en dos pisos, y al parecer los animales usaron las jaulas superiores durante el día y fueron trasladados al piso inferior por la noche. La ménagerie real de la Torre de Londres se abrió al público, en el siglo XVI, durante el reinado de Isabel I (1533-1603)
En la primera mitad del siglo XIII, el emperador Federico II de Hohenstaufen  tenía tres ménageries permanentes en Italia, Melfi en Basilicata, otra en Lucera en Apulia y en Palermo en Sicilia. En 1235, el emperador del Sacro Imperio Romano Germánico Federico II  estableció, en su corte en el sur de Italia, la "primera gran ménagerie" en Europa occidental. Un elefante, un oso blanco, una giraffa, un leopardo, des hienas, leones, des guepardos, des camellos y los monos estaban expuestos a ella, pero el emperador estaba particularmente interesado en las aves, y los había estudiado lo suficiente como para escribir una serie de libros autorizados sobre el tema.
Hacia fines del siglo XV, durante el período del Renacimiento, la aristocracia italiana, los ricos patricios y eclesiásticos, comenzaron a reunir animales exóticos en sus residencias en las afueras de las ciudades. Este es el caso de los Médicis que fundaron una colección de animaux salvajes en Florencia en Toscana en el siglo XV. Lorenzo el Magnífico (1449-1492) lo llevó a su punto máximo al exhibir una giraffa, la jirafa Médici ofrecida por el sultán de Egipto en 1486. Su colección también incluyó desde guepardo, leones, los tigres, los osos, los elefantes y los jabalís.  Su hijo, el papa León X (1475-1521) desarrolló una ménagerie en el Vaticano.
A principios del siglo XV, se estableció una ménagerie en el Palacio de la Alcazaba de Lisboa, ubicado cerca del Castillo de San Jorge. Tras la conquista de Ceuta en 1415, el rey Juan I de Portugal trajo de regreso a Lisboa dos leones del Atlas, que fueron instalados en un gran salón en su Palacio. Esta zona del Palacio pasó a ser conocida como Casa dos Leões (la "Casa de los Leones", en portugués); hoy el área sigue siendo ocupada por un famoso restaurante con el mismo nombre. Más tarde, en 1494, el humanista alemán Hieronymus Münzer pasó cinco días en Lisboa y observó los leones, afirmando ser las bestias salvajes más hermosas que jamás había visto. La ménagerie del rey Manuel I de Portugal (1469-1521), en el nuevo Palacio de Ribeira en Lisboa, se creó a principios del siglo XVI y fue apreciada en Europa, debido a los enormes paquidermos que Manuel I había importado de la India, como el elefante Hanno y el rinoceronte de Durero famosos como regalos para el papa León X. El rey Manuel I contribuyó a la colección papal enviando animales de su propia ménagerie, un elefante, en 1514, y un rinoceronte, a fines del año 1515. Sin embargo, el rinoceronte enviado de Portugal a Roma murió en el mar de Génova, a principios de 1516, en el momento del hundimiento de la nave que la transportaba. El elefante Hanno murió en Roma en 1516.
En tierras germánicas, las ménageries aristocráticas se multiplican en la segunda mitad del siglo XVI. En Sajonia, el príncipe elector Augusto I (1526-1586) fundó una ménagerie en Dresde en 1554. El futuro Maximiliano II (1527-1576), emperador del Sacro Imperio Romano Germánico que gobernó entre 1564 et 1576, fundó tres colecciones de animales en el Castillo de Kaiserebersdorf en 1552, el Castillo de Praga en 1558 y el Castillo de Neugebäu en 1564. El Landgrave de Hesse hace lo mismo en Cassel en este momento.
El papel desempeñado por los animales en los jardines de las villas italianas se incrementó a finales del siglo XVI y principios del siglo XVII, de los cuales la Villa Borghese en Roma era un símbolo notable. El cardenal Scipione Borghese (1576-1633) decidió construir en Roma, desde 1608 a 1628, villa para hacer, con sus jardines, un gran lugar de colecciones artísticas, botánicas y zoológicas.

#### Versalles y su legado
Durante el siglo XVII, las aves exóticas y los pequeños animales fueron ornamentos ceremoniales para la distracción de la corte de Francia; los leones y otros animales grandes se mantuvieron principalmente para participar en espectáculos de combate. Las colecciones fueron aumentando y se hicieron más y más instalaciones permanentes en la década de 1660, cuando Luis XIV (1638-1715) había construido dos nuevas ménageries: una en Vincennes, junto al castillo en el este de Paris, y un modelo más elaborado, que se ha convertido enen el sitio de un pabellón de caza real a dos horas un modelo para las ménageries de toda Europa, en Versalles, en el sitio de un pabellón de caza real a dos horas de transporte (en carroza) al oeste de París.
Alrededor de 1661, tenía una colección de bestias "feroces" construidas en Vincennes para organizar peleas. Alrededor de un patio rectangular, un edificio de dos pisos con balcones permitía a los espectadores ver la escena. Los animales fueron alojados en la planta baja, en celdas que bordeaban el patio, y tenían pequeños recintos afuera donde podían hacer algo de ejercicio. En Vincennes, los leones, los tigres y los leopardos se mantenían en jaulas en un anfiteatro donde el rey podía entretener a los cortesanos y dignatarios que le visitaban con sangrientas batallas. En 1682, por ejemplo, el embajador de Persia disfrutó del espectáculo de una lucha a muerte entre un tigre real y un elefante.
Durante el siglo XVII, cuando el Palacio de Versalles fue construido en Francia, Luis XIV también había erigido una ménagerie en el parque del palacio.
La ménagerie real de Versalles, reservada para animales exóticos, raros y curiosos, iba a ser algo muy diferente a la de Vincennes. Fue construida, bajo el ímpetu del arquitecto Luis Le Vau, entre 1662-1664. La mayor parte fue construida en 1664 cuando se instalaron los primeros animales, aunque los accesorios interiores no se completaron hasta 1668-1670. Ubicada en el sudoeste del parque, fue el primer gran proyecto de Luis XIV en Versalles y una de las muchas casas de placer que se construyeron gradualmente alrededor del palacio..
Ella representó la primera ménagerie de estilo barroco. La característica principal de las ménageries barrocas era su disposición circular, en medio del cual se alzaba un hermoso pabellón. Alrededor de este pabellón, había un patio para el pasaje exterior donde se ubicaban los recintos y las jaulas. Cada recinto tenía al fondo una casa (un granero o establo) para los animales y estaba rodeada en tres lados por paredes. Sólo había rejas en el frente hacia el pabellón.
La pelea de animales se detuvieron alrededor de 1700 en Vincennes, el sitio cayó en desuso, y los animales se instalaron en Versalles con los demás. En aquella época, los leones, los leopardos y los tigres de la familia real de Vincennes fueron trasladados a Versalles, donde se alojaron en recintos de nueva construcción con barras de hierro frente a ellos.
Esta empresa particular marcó un paso decisivo en la creación de las colecciones de curiosidades y fue imitada, en cierta medida, a través de Europa desde el final de siglo XVII. los Reyes, príncipes e importantes señores construyeron este tipo de gestiones en Francia (Chantilly desde 1663), en Inglaterra (Kew, Osterley), en los Países Bajos austriacos (Belœil, Laeken), en las Provincias Unidas (Palacio Het Loo de 1672 y luego en 1748), Portugal (Palacio de Belém en 1726, Quelez hacia 1780), España (Madrid en 1774) y Austria (Belvedere en 1716, Schönbrunn en 1752) y en el Tierras germánicas después de los estragos de la Guerra de los Treinta Años (1618-1648), y la reconstrucción posterior. Federico Guillermo I (1620-1688), elector de Prusia, equipó a Potsdam con una colección de amigos alrededor de 1680. Federico Guillermo I (1620-1688), Elector de Prusia, equipó a Potsdam con una colección de ménagerie alrededor de 1680. El Elector Palatino,el Príncipe regente de Westfalia y muchos otros siguieron el ejemplo. El plan radial se toma para la construcción de las ménageries de la residencia de Orangebourg del Gran Elector de Prusia (en 1702, después de que Federico I (1657-1713) fuera coronado rey), del castillo de Karlsruhe del Margrave de Baden-Durlach (en 1715-1718) y el castillo de placer del duque de Weimar (alrededor de 1730).
Este diseño ha sido adoptado por muchos otros monarcas en toda Europa, especialmente por la monarquía de los Habsburgo en Austria. En 1752, el emperador Francisco I del Sacro Imperio Romano (1708-1765) erigió su famosa ménagerie barroca en el parque del Palacio de Schönbrunn, cerca de Viena. Inicialmente era solo un patio privado, pero no se abrió al público en general hasta 1779. Inicialmente, solo estaba abierto para "personas vestidas con respeto". Otra ménagerie aristocrática fue fundada en 1774 por el rey Carlos III de España (1716-1788) en terrenos que formaban parte de los jardines del palacio del Buen Retiro de Madrid.
Durante el siglo XVIII, al parecer fue Jorge II de Gran Bretaña (1683-1760) quien tuvo la idea de abrir al público, pagando una entrada para ver la ménagerie de la Torre de Londres.En 1754, a los visitantes se les permitió ver la colección de animales pagando la admisión a la Torre de Londres; el precio de admisión era entonces de tres peniques o la provisión de un gato o un perro para alimentar a los leones.La lista de animales, en la colección a finales del siglo XVIII incluía leones, tigres, osos y hienas.
Pero las ménageries aristocráticas no siguieron solo el modelo arquitectónico francés. Más tarde, algunas de ellas, también se convirtieron en ménageries al estilo de los jardines ingleses, como la ménagerie del rey de Prusia, Federico Guillermo III (1770-1840). La ménagerie original se encontraba en la isla del rio Havel entre Berlín y Potsdam: Isla de los Pavos (Pfaueninsel) en Berlin-Wannsee. En 1802, se construyeron una casa y un prado para los búfalos y ciervos. En 1822, el famoso jardinero- paisajista Peter Joseph Lenné transformó la Isla de los Pavos al rediseñar un nuevo jardín y revisar el diseño de la Real Menagerie dentro de este jardín. Junto con el arquitecto Martin Rabe, diseñaron otras instalaciones para animales y se agregaron a los recintos construidos en 1802.La ménagerie real de la Isla de los Pavos incluía una casa de aves, un estanque de aves acuáticas, un foso de osos, un mono y un canguro, llamas, ciervos y corrales de búfalos de agua.
La pasión de muchos príncipes por la posesión de animales exóticos, sin embargo, fue disminuyendo con el tiempo. Además, por el surgimiento de la burguesía, las ménageries de las cortes reales o imperiales fueron gradualmente cambiadas por los jardines zoológicos públicos que ocuparon su lugar.
- En 1831, Guillermo IV (1765-1837) donó la mayor parte de los animales de la ménagerie de la Torre de Londres al nuevo jardín zoológico de Londres, que acababa de abrir en 1828 en Regent's Park.[7] El zoológico de Londres no recibió a todos los animales, sino que los compartió con el zoológico de Dublín.[19] La ménagerie de la Torre de Londres se cerró finalmente en 1835 por orden del Duque de Wellington.[6]
- En 1844, Federico Guillermo IV de Prusia (1795-1861)  ofrece a las bestias de la ménagerie de la Isla de los Pavos al Jardín zoológico de Berlín, que acaba de instalarse en el Tiergarten, en los terrenos de la antigua cervecería real, cedido por el soberano en 1841.
- En 1868, la ménagerie real de Madrid fue abierta al público y otorgada al municipio.[16]

En el siglo XIX, aristocráticas fueron reemplazadas por los modernos jardines zoológicos con su enfoque científico y educativo.Durante un siglo más,la ménagerie del Buen Retiro será la institución zoológica española, que será la antecesora de las modernas instalaciones del Zoo Aquarium de Madrid, que se mudó a la Casa de Campo en 1972. Hoy en día, la única ménagerie aristocrática que queda es Schönbrunn, pero en el siglo XX, cambió su nombre en 1924 a "Tiergarten" de Schoenbrunn ("jardín de animales") y se convirtió en un moderno jardín zoológico con una orientación científica, educativa y de protección de la naturaleza. Debido a su continuidad de lugar con la antigua ménagerie de estilo barroco establecida en la tradición medieval de colecciones de animales salvajes de príncipes y reyes, el zoológico de Schönbrunn en Viena a menudo se considera el zoológico más antiguo del mundo. Aunque la mayoría de los antiguos recintos barrocos han sido reemplazados, todavía se puede tener una buena idea de la simetría general de la antigua colección imperial alrededor del pabellón construido en 1759 por Jean-Nicolas Jadot de Ville-Issey.

### Ménageries públicas
Se produjo una revolución en la historia de las ménageries con la creación de la colección del Ménagerie du Jardin des plantes en París.
En 1793, Los animales incautados en el recinto ferial de las calles de París se transfieren a la Ménagerie del Jardín de las Plantas, una dependencia del joven Museo Nacional de Historia Natural de París. El 4 de noviembre de 1793, al Jardín de las Plantas llegaron los primeros animales capturados, que consistían en un león marino, un leopardo, una civeta y un pequeño mono. El 6 de noviembre de 1793, nuevamente llegó al Museo un gato tigre, un oso de mar, dos monos mandrill y tres águilas. La decisión de retenerlos prevalece entre los profesores del Museo. Estos animales salvajes permanecen allí, alojados en instalaciones temporales. A lo largo del año 1794, la policía de París continuará apoderándose de los animales que se muestran en las vías públicas y los llevará al Jardín de las Plantas.
Por otra parte, en 1794, se confiscaron las colecciones reales. El 26 de abril de 1794, la Ménagerie de animales del Museo recibe los últimos animales supervivientes de la Ménagerie real de Versalles: un león y su compañero, un perro, un hartebeest y un couagga.
Luego, el 27 de mayo de 1794, 36 animales, incluyendo un camello, un búfalo y un toro, llegan del dominio del duque de Orleans ubicado en Raincy.
El Comité de Salvación Pública toma una serie de decretos, incluido el del 16 de mayo de 1794 que se considera el nacimiento oficial de la Menagerie del Jardín de las Plantas. En términos más generales, esta creación de una ménagerie pública se había decidido con el propósito de la educación popular, con el fin de poner al alcance del mayor número lo que era hasta entonces la prerrogativa de los nobles o príncipes.
Fue solo a principios del siglo XIX, en 1827, que los parisinos pudieron admirar una jirafa ofrecida al rey de Francia Carlos X (1757-1836), por el Virrey de Egipto, Mehmet Alí (1769-1849).
La historia de las ménageries sedentarias se confunde, desde la Revolución francesa, con la historia de los parques zoológicos.

## Ménageries itinerantes

### Las ménageries viajeras
En Europa, la gente común rara vez tenía acceso a las ménageries aristocráticas reservadas para los nobles, pero los recintos feriales en las ciudades presentaban comúnmente animales salvajes entrenados: osos, monos, focas e incluso, en el siglo XVIII, un rinoceronte en 1749 y un casuario en 1765 en París. Los primeros domadores modernos, que actuaban en la propia jaula de los animales, fueron los de las ménageries ambulantes en caravanas, a principios del siglo XIX. La segunda mitad de este siglo fue el de la aparición de los primeros parques de atracciones, cuya ménagerie era la atracción principal y el ornamento más hermoso.
En Inglaterra, las ménageries en caravanas aparecieron por primera vez a principios del siglo XVIII. En contraste con las ménageries aristocráticas, estas colecciones de animales itinerantes fueron dirigidas por hombres del espectáculo que buscaban lucrarse con el deseo de sensaciones de la población ordinaria. El primer accidente fatal de una ménagerie ambulante fue la muerte de Hannah Twynnoy en 1703, quien fue muerta por un tigre en una posada de Malmesbury, Wiltshire. Entre estos espectáculos de animales, que fueron más o menos extensos, el más grande fue el de George Wombwell.
Además, en América del Norte, las ménageries viajeras se volvieron también muy populares en esa época.
- El primer animal exótico que se exhibió en Estados Unidos fue un león, en Boston en 1716,[23] seguido once años más tarde, en la ciudad de Filadelfia, de otro. Un marinero llegó a Filadelfia en agosto de 1727 con este otro león, que expuso en la ciudad y las ciudades circundantes durante ocho años.[24][25]
- El primer dromedario que se importó de África a Estados Unidos se exhibió en Boston en 1721.[23]
- En 1733, el primer oso polar exhibido en América estaba en la ciudad de Boston.[23]
- El primer elefante fue importado de la India a América por el capitán de barco, Jacob Crowninshield, en 1796. Se mostró por primera vez en la ciudad de Nueva York y habría viajado extensamente por los estados de la Costa Este de los Estados Unidos.[23]
- En 1834, la colección de James y William Howes en Nueva York viajó a través de Nueva Inglaterra con un elefante, un rinoceronte, un camello, una cebra, un ñu, dos tigres, un oso polar y varios loros y monos.[26]

Las visitas a las ménageries en Estados Unidos se desaceleraron bajo el peso de la depresión de la década de 1840 y luego se detuvieron con el estallido de la Guerra de Secesión (1861-1865). Después de la guerra, solo existía una ménagerie ambulante, de cualquier tamaño: la ménagerie bajo la bandera de Isaac Van Amburgh, quien viajó a través de los Estados Unidos durante casi cuarenta años.

### Ménageries de circo
Desde finales del siglo XIX hasta principios del siglo XX, los circos europeos anexaron a su establecimiento una ménagerie, hasta entonces un espectáculo ferial. También ocurrió lo contrario, las ménageries añadiendo a su establecimiento un espectáculo de circo. Los circus-menagerie se caracterizan por la presencia de domadores o adiestradores de animales, dentro de las familias de los circenses.
A diferencia de sus homólogos europeos, las ménageries y circos de América se combinan en un espectáculo itinerante, con un solo boleto para ver a ambos. Esto ha aumentado el tamaño y la diversidad de sus colecciones. El circo Ringling Bros. y Barnum & Bailey promocionaron sus exposiciones zoológicas como "la mejor colección de mascotas del mundo".
El circo se ha convertido en un espectáculo exótico gracias a la presencia de animales salvajes y hace su notoriedad (o su publicidad) por su exposición durante un desfile o una ménagerie:
- En 1929, el circo checo Kludsky tenía una ménagerie de unos 700 animales.
- En 1932, el circo americano Ringling Bros. y Barnum & Bailey tenía una ménagerie de 1000 animales salvajes.
- En 1934, el circo alemán Krone, "el circo más grande de Europa", contaba con más de 800 animales en la ménagerie de su colección.

Desde la desaparición de las ménageries en caravanas, la historia de las ménageries itinerantes se incluye en la del circo.